# یواس‌اس لمار (ای‌پی‌ای-۴۷)
یواس‌اس لمار (ای‌پی‌ای-۴۷) (به انگلیسی: USS Lamar (APA-47)) یک کشتی بود که طول آن ۴۹۲ فوت (۱۵۰ متر) بود. این کشتی در سال ۱۹۴۳ ساخته شد.